# Highway (czarnogórski zespół)
Highway – czarnogórski zespół rockowy, reprezentant Czarnogóry w 61. Konkursie Piosenki Eurowizji w 2016 roku.
W skład grupy wchodzą: wokalista Petar Tošić oraz gitarzyści Marko Pešić i Luka Vojvodić. W grudniu 2015 dołączył do nich były członek zespołu No Name keyboardzista Bojan Jovović.

## Kariera
W 2015 roku zespół wystąpił w konkursie Nove zvijezde w ramach festiwalu Sunčane Skale, na którym zajął trzecie miejsce z piosenką „Bar na kratko”. W tym samym roku grupa wystartowała w programie X Factor Adria, w którym zajęła czwartą pozycję.
We wrześniu zespół podpisał kontrakt z chorwacką wytwórnią Menart.  W październiku 2015 ogłoszono, że Highway zostało wybrane na reprezentanta Czarnogóry w Konkursie Piosenki Eurowizji. W lutym 2016 podano tytuł eurowizyjnej propozycji („The Real Thing”), której premiera odbyła się 4 marca 2016. Zespół wystąpił w pierwszym półfinale konkursu 10 maja jako piętnasty w kolejności, jednakże nie zakwalifikował się do finału.